# Войтко Степан Федорович
Степа́н Фе́дорович Войтко (угор. Vojtkó István, нар. 7 травня 1947, Закарпатська область) — колишній радянський і український футболіст, футбольний тренер та суддя. Грав на позиції захисника. Срібний призер першості республіки та дворазовий чвертьфіналіст кубка УРСР з футболу.

## Клубна кар'єра
Кар'єра його розпочалася наприкінці п'ятидесятих років серед юнаків ужгородського «Спартака», а 1966 року його запросили до основного складу цієї команди, яку тоді вже перейменували на «Верховину». У колективі майстрів він з першого ж дня зарекомендував себе одним з найкращих захисників і провів в ньому майже двадцять років. У його складі виборов срібну медаль першості України (1972), здобув четверте (1973) і п'яте (1974) місце у своїй зоні чемпіонату СРСР серед команд другої ліги та дійшов до чвертьфіналу кубка УРСР з футболу (1974).

## Кар'єра тренера та судді
У середині восьмидесятих років його призначили тренером ужгородського колективу майстрів, а згодом — головним тренером цієї команди, назва якої тоді вже була «Закарпаття» (липень 1990 — липень 1992, серпень 1997). У 1991 році команда під його керівництвом брала участь у чвертьфіналі кубка УРСР з футболу. Після завершення своєї професіональної кар'єри він на громадських засадах брав активну участь у спортивному житті міста та області й довгий час був арбітром різних турнірів з футболу.

## Досягнення
- Срібний призер першості України (1): 1972
- Чвертьфіналіст кубка УРСР з футболу (2): 1974, 1991